# Hodgenville, Kentucky
Hodgenville este un oraș din LaRue County, Kentucky,  Statele Unite ale Americii. Populația a fost de 3.206 de locuitori la recensământul din 2010. Acesta este inclus în Zona Metropolitană Elizabethtown.
Abraham Lincoln s-a născut într-o cabană de bușteni în apropiere de Hodgenville la 12 februarie 1809.